# AMD K6-2
K6 K6-III
Duron
Le K6-2 est un microprocesseur x86 fabriqué par AMD commercialisé de 1998 à 2003, disponible dans des fréquences s'étendant de 266 à 550 MHz. Il a un cache de 64 Kio de niveau 1 (32 Kio de cache d'instruction et 32 Kio de cache de données), il fonctionne à 2,2 volts, est gravé en 0,25 µm, possède 9,3 millions de transistors, et s'enfiche dans une carte mère à base de socket 7 ou de SuperSocket 7.

## Caractéristiques
Le K6-2 fut conçu en tant que concurrent au plus ancien et sensiblement plus cher, Pentium II d'Intel. Les performances des deux processeurs étaient largement identiques : le K6 tendant à être plus rapide pour les calculs génériques, l'Intel étant nettement supérieur pour le calcul en virgule flottante. Le K6-2 fut un processeur très réussi et permit à AMD d'avoir un réseau de vente et une stabilité financière suffisante pour présenter l'Athlon.
Le K6-2 fut le premier processeur à présenter un ensemble d'instructions en virgule flottante SIMD (nommé 3DNow! par AMD), qui pouvait augmenter de manière significative la vitesse des applications 3D. Il apparut sur le marché plusieurs mois avant le SSE, ensemble d'instructions identique mais plus complexe d'Intel.
Presque tous les K6-2 furent conçus pour utiliser les cartes mères Super 7 à 100 MHz. Ceci fournissait une accélération importante du système.

## Historique
Au début de la carrière des K6-2, le K6-2 300 était de loin la variante la plus vendue. Il jouit rapidement d'une excellente réputation sur le marché et concurrença violemment le Celeron 300A d'Intel sur le marché des processeurs non exotiques. Le Celeron offrait un cache plus petit mais plus rapide et une excellente unité à virgule flottante ; le K6-2 offrait un accès beaucoup plus rapide à la mémoire (caractéristique des cartes mères Super 7) et offrait les extensions des graphiques 3DNow!. Les deux processeurs se vendirent bien, et tous les deux avaient leurs aficionados (à ce moment-là, le Pentium II le plus rapide était légèrement plus puissant que l'un ou l'autre de ces processeurs bon marché, mais il était aussi énormément plus cher).
Comme le marché suivait, AMD sortit une longue série de K6-2 plus rapides, les plus vendus étant les 350, 400, 450 et 500 MHz. Au moment où les 450 et les 500 MHz devinrent chose commune, des processeurs nouveaux et plus rapides prirent le marché haut de gamme et les K6-2 concurrençaient toujours les Celeron, mais dans la catégorie d'entrée de gamme. Le FSB à 100 MHz des cartes mères du K6-2 lui permit de résister à l'augmentation des multiplicateurs de fréquence des processeurs avec assez d'élégance et en fin de vie, il resta étonnamment concurrentiel.

## Successeurs
Le peu connu K6-2+ était un K6-2 amélioré avec 128 Kio de cache de niveau 2 (L2) intégrée et était gravé en 0,18 µm (essentiellement, une plus petite version du K6-III+). Le K6-2+ fut spécialement conçu comme processeur à basse consommation pour les ordinateurs portables. Il sortit au moment où les machines de bureau étaient passées à de nouvelles plateformes, comme l'Athlon. Il s'est vendu modestement à sa cible, cependant AMD n'a jamais fait aucune tentative de publicité sur ce produit. Il fut également vendu comme processeur pour machine de bureau. Seulement, le K6-2+ de bureau fut rapidement éclipsé par l'Athlon et le K6-III — tous les deux sensiblement plus rapides — et par le K6-2 original. Celui-ci, bien que plus lent et légèrement meilleur marché, était plus connu et il était plus facile pour lui de trouver des cartes mères compatibles. La fréquence du K6-2+ ne dépassa pas les 550 MHz.

## Les versions

### K6-2 (Chomper, K6-3D)
- CPUID : Family 5, Model 8, Stepping 0
- Mémoire cache L1 : 32 + 32 KiB (données + Instructions)
- MMX, 3DNow!
- 9,3 millions de transistors
- Super Socket 7
- Front side bus (FSB) : 66 et 100 MHz
- Tension d'alimentation : 2,2 V
- Date de sortie : 28 mai 1998
- Finesse de gravure : 0,25 µm
- Fréquences : 266, 300, 333 et 350 MHz

### K6-2 (Chomper Extended (CXT), K6-3D)
- CPUID : Family 5, Model 8, Stepping 12
- Mémoire Cache L1 : 32 + 32 KiB (données + Instructions)
- MMX, 3DNow!
- Super Socket 7
- Front side bus (FSB) : 66, 95, 97, 100 MHz
- Tension d'alimentation : 2,0 (mobile)/2,2/2,3/2,4 V
- Date de sortie : 16 novembre 1998
- Finesse de gravure : 0,25 µm
- Fréquences : 266, 300, 333, 350, 366, 380, 400, 450, 475, 500, 533 et 550 MHz

### K6-2+ (mobile)
- CPUID : AuthenticAMD Family 5 Model 13
- Mémoire Cache L1 : 32 + 32 KiB (données + Instructions)
- Mémoire Cache L2 : 128 KiB, fullspeed
- MMX, Extended 3DNow!, PowerNow!
- Super7
- Front side bus (FSB) : 95, 97, 100 MHz
- Tension d'alimentation : 2,0 V
- Date de sortie : 18 avril 2000
- Finesse de gravure : 0,18 µm
- Fréquences : 450, 475, 500, 533, 550 MHz. (570 MHz, non documenté)